# Le Mesnil-Saint-Denis
Le Mesnil-Saint-Denis – miejscowość i gmina we Francji, w regionie Île-de-France, w departamencie Yvelines.
Według danych na rok 1990 gminę zamieszkiwało 6528 osób, a gęstość zaludnienia wynosiła 729 osób/km² (wśród 1287 gmin regionu Île-de-France Le Mesnil-Saint-Denis plasuje się na 287. miejscu pod względem liczby ludności, natomiast pod względem powierzchni na miejscu 427.).